# Rhizopus microsporus
Rhizopus microsporus ist eine Pilzart. Einige Stämme dieser vorwiegend im Boden lebenden Zygomycota können eine Symbiose mit intrazellulär wachsenden Bakterien der Gattung Mycetohabitans eingehen.
Der Schimmelpilz ist nur in Anwesenheit der Bakterien zur vegetativen Fortpflanzung befähigt, bei der die Bakterien in die entstehenden Sporen abgesondert werden. Die Bakterien bilden das Toxin Rhizoxin, das die Symptome der Reiskeimlingsfäule auslöst. Hierbei wird das Wachstum der Reiswurzeln gehemmt, was die Entwicklung der Pflanzen beeinträchtigt und oft zum Absterben führt. Die aus den toten Pflanzen freigesetzten Nährstoffe werden von den beiden Symbiosepartnern aufgenommen und für das eigene Wachstum genutzt. Rhizoxin hemmt die Zellteilung in den Keimlingen, indem es an die β-Tubulin-Einheiten bindet und dadurch deren Polymerisierung verhindert. Deshalb kann kein neues Zytoskelett aufgebaut werden; Zellteilungen werden unterbunden. Da das Toxin in den meisten eukaryontischen Zellen wirkt, wird ein Nutzen dieser Substanz in der Behandlung von Krebs erforscht.
Der Pilz selbst ist resistent gegenüber dem Toxin, weil sein β-Tubulin eine Mutation an der 100. Aminosäure-Position aufweist, so dass hier Rhizoxin nicht mehr binden kann. Diese Mutation war wahrscheinlich eine Grundlage für die Entstehung der Symbiose zwischen Rhizopus und Burkholderia.
Andere Beispiele für eine Symbiose zwischen Pilzen und Bakterien stellen Blaualgenflechten dar, bei der Cyanobakterien extrazellulär leben. Cyanobakterien der Gattung Nostoc leben in einer Endosymbiose mit dem Pilz Geosiphon pyriformis.
Die Varietät Rhizopus microsporus var. oligosporus wird zur Produktion von Tempeh verwendet.